# Hordorf (Oschersleben)
Hordorf is een plaats en voormalige gemeente in de Duitse deelstaat Saksen-Anhalt, en maakt deel uit van de Landkreis Börde.
Hordorf (Oschersleben) telt 734 inwoners.
Op 29 januari 2011 heeft er nabij Hordorf een treinongeval plaatsgevonden.